# پرفروغ‌ها
پرفروغ‌ها (انگلیسی: The Luminaries) نام دومین رمان النور کاتن نویسنده نیوزلندی است که در اوت ۲۰۱۳ منتشر شد. در اکتبر همان سال این کتاب به عنوان برنده جایزه ادبی من بوکر ۲۰۱۳ شد. در تاریخچه جایزه من بوکر، این کتاب حجیم‌ترین(۸۳۲ صفحه) و النور کاتن جوانترین نویسنده برنده جایزه به شمار می‌روند.

## داستان
یک جوینده طلا به نام والتر مودی در سال ۱۸۶۶ برای تغییر سرنوشتش به ساحل غربی جزیره جنوبی نیوزیلند می‌رود. اما در عوض با دوازده مرد بومی برخورد می‌کند که او را وارد ماجرای اسرارآمیز یک جنایت می‌کنند.

## انتشار در ایران
این کتاب را محمد جوادی ترجمه کرده و نشر ثالث در شهریور ۱۴۰۲  در دو جلد (1208 صفحه) منتشر کرده است.
چاپ دوم/ تابستان 1403